# Fond du Lac 233
Fond du Lac 233 är ett reservat i Kanada.   Det ligger i provinsen Saskatchewan, i den centrala delen av landet, 2 600 km nordväst om huvudstaden Ottawa.
Trakten runt Fond du Lac 233 är nära nog obefolkad, med mindre än två invånare per kvadratkilometer.